# Kernkraftwerk Kŭmho
Das Kernkraftwerk Kŭmho (금호) sollte – in zwei Anläufen, die beide eingestellt wurden – etwa 30 km nördlich von Sinpo in der Provinz Süd-Hamgyŏng in Nordkorea errichtet werden. Der Fluss Namdaech'ŏn sollte es mit Wasser versorgen.

## Reaktor
Der Platz Sinpo wurde im Zeitraum 1988–1990 ausgewählt für eine ursprünglich mit 4 russischen Reaktoren des Typs WWER-640/407 geplante Anlage. Einige Komponenten wurden bereits geliefert. Die Aktivitäten am Projekt wurden jedoch 1991 eingestellt.
Im zweiten Anlauf waren zwei Leichtwasserreaktoren (süd-)koreanischer Bauart (Korean Standard Nuclear Power Plant) mit jeweils 1040 MW brutto geplant. Als Referenzdesign diente das Kernkraftwerk Uljin, das wiederum auf einem ABB (Asea Brown Boveri) System 80 Design beruht. Der Brennstoff sollte geliefert und der Atommüll abgeholt werden. Damit sollte verhindert werden, dass Plutonium für den Bombenbau abgezweigt werden kann.

## Finanzierung
Der Bau des 2. Projekts wurde mit dem Genfer Rahmenabkommen zwischen Nordkorea und den USA von 1994 beschlossen. Die Anlage sollte aus zwei Leichtwasserreaktoren bestehen, deren Konstruktion von der
Korean Peninsula Energy Development Organization (KEDO) organisiert werden sollte. Die Kosten von 4,6 Milliarden Dollar sollten von Südkorea (3,2 Milliarden) und Japan (1 Milliarde) getragen werden, der Rest von den USA und Europa.

## Bautätigkeit
Der Bau des Kernkraftwerks (Projekt 2, beschlossen 1994) sollte zügig beginnen. Die Asienkrise Ende der 90er Jahre führte aber zu Finanzierungsproblemen. So musste Südkorea seine Strompreise um 3 % anheben, um genügend Mittel zur Finanzierung zu beschaffen. Die Ankunft der Gelder aus Japan verzögerte sich ebenfalls, was auch politisch mit der Erprobung einer Mittelstreckenrakete 1998 durch Nordkorea zusammenhing. Bis Mitte 2000 war der Bau dennoch fortgeschritten. Neben der Gründung für die Reaktoren war eine kleine Stadt für das Baupersonal entstanden, zu der ein Golfplatz gehörte.
Die zunehmenden politischen Spannungen führten aber am 12. Dezember 2003 zu einem Baustopp. 2005 begann man mit dem Rückzug der letzten Arbeiter, der Januar 2006 beendet wurde. Der finanzielle Verlust wird allein für Südkorea auf 931 Millionen Dollar geschätzt.

## Daten der Reaktorblöcke
Das Kernkraftwerk Kŭmho (Projekt 2) sollte insgesamt zwei Blöcke bekommen:
| Reaktorblock  | Reaktortyp         | Netto- leistung | Brutto- leistung | Baubeginn  | Projekt- aufgabe |
| ------------- | ------------------ | --------------- | ---------------- | ---------- | ---------------- |
| LWR – Sinpo 1 | Druckwasserreaktor | 1040 MW         | 1042 MW          | 03.08.2002 | 12.12.2003       |
| LWR – Sinpo 2 | Druckwasserreaktor | 1040 MW         | 1042 MW          | -          | -                |

## Weitere Nuklearanlagen in Nordkorea
Die kerntechnische Anlage Nyŏngbyŏn liegt ca. 100 km nördlich der Hauptstadt Pjöngjang.
In T'aech'ŏn wurde mit dem Bau eines 200-MW-Kernreaktors begonnen. Der Bau wurde nach dem Vertrag von 1994 eingestellt.
Punggye-ri in der Provinz Hamgyŏng-pukto ist das nordkoreanische Atomwaffentestgelände (41,311°N, 129,114°E).